# Deux bouquets de fleurs
Dvě kytičky
Deux bouquets de fleurs (en tchèque : Dvě kytičky) sont deux miniatures pour piano composées en 1935 par la compositrice tchèque Vítězslava Kaprálová.

## Contexte et création
Vítězslava Kaprálová compose les Deux bouquets de fleurs en 1935. Leur titre renvoie aux anthologies de chants populaires tchèque, dont les titres comportent fréquemment le terme Kytice. L'œuvre consiste en deux petites pièces : Kytička fialek (Petit bouquet de violettes) et Podzimní listí (Feuilles d'automne).
L'ensemble n'est publié que posthumément, en 2011, par Certosa Verlag, et créé par le pianiste Nicholas Susi à l'Université du Michigan (Britton Recital Hall), à Ann Arbor, le 24 septembre 2015.